# Johann Gottlieb Laib

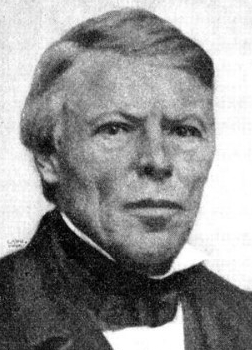
Johann Gottlieb Laib

Johann Gottlieb Laib (* 18. August 1806 in Mönchhof, Baden-Württemberg; † 5. März 1866 in Chur, Kanton Graubünden) war ein Schweizer Lehrer, Pädagoge, Komponist und Dirigent.

## Leben und Werk
Johann Gottlieb Laib war ein Sohn des Bauern Johann Georg Laib und seiner zweiten Frau Eva, geborene Kugler. Er wurde in der Kirche zu Kirchenkirnberg getauft. Als Laib sieben Jahre alt war, verstarb sein Vater. In der Folge wurde Laib in Stuttgart in das Waisenhaus untergebracht, das zugleich Schule war. Als er 1825 das Diplom als Provisor in Theologie erhalten hatte, unterrichtete er als Hauslehrer in Ludwigsburg, dann als Hilfslehrer in Stuttgart. Von 1835 bis 1865 unterrichtete Laib an der Stadtschule von Chur und war als Dirigent des 1830 gegründeten Churer Männerchors bis 1845 tätig. Zudem dirigierte er einige Jahre ein Gesangsquartett, das mit Erfolg öffentlich auftrat. 1837 bewog der Kantonsschulrat Laib, die evangelische Kantonsschulstelle für Gesangunterricht zu übernehmen.
Auf Laibs Initiative wurde am 12. Juni 1842 ein bündnerisches Liederfest in Chur abgehalten. 1843 liess Johann Jakob Sprüngli Laibs vierstimmige Vertonung des von Leonhard Widmer verfasste Gedichts Schweizerheimweh in dem von ihm herausgegebenen Band Männergesänge von Freunden der Tonkunst erscheinen. Laib vertonte 1844 das Gedicht von Leonhard Widmer Alpenleben unter dem Titel Wo Berge sich erheben. Das entstandene Chor-, Schul- und Jugendlied wurde zum populärsten aller Schweizer Volklieder im 19. Jahrhundert. Die französische Textfassung, Salut glaciers sublimes, verfasste Eugène Rambert. Die rätoromanische Fassung erschien unter dem Titel Laud dellas montognas. Klavierlieder zu Gedichten von Johann Gaudenz von Salis-Seewis, die Laib geschrieben haben soll, sind verschollen.

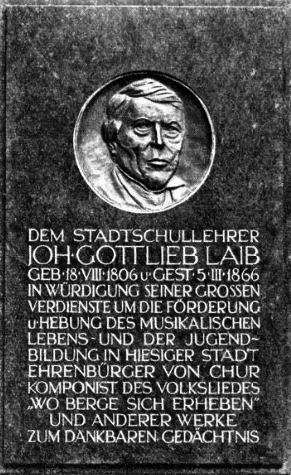
Gedenktafel

Laib war mit Anna Elisabeth, geborene Herold, verheiratet. Sie war die Tochter des Stadtvogtes Johann Konrad Herold. Zusammen hatten sie die Kinder Johann Konrad (* 21. September 1837), Elisa Pauline (* 1. August 1839), Maria (* 19. April 1842) und Karl Wilhelm (* 22. Juni 1847). Bis auf Marie verstarben die Kinder in frühen Jahren. 1850 erwarb die Familie das Stadt- und Kantonsbürgerrecht. Laibs Frau starb am 23. Juli 1849. Zwei Jahre später heiratete Laib Luise, geborene Krüger. Wegen fortschreitender Krankheit musste er Ende 1865 den Schuldienst quittieren und verstarb am 5. März 1866 im Hause des späteren Gasthofes «Surselva» in Chur. Erst nach seinem Tod wurde Laib zum Ehrenbürger von Chur ernannt. Zu Laibs Andenken wurde 1941 eine Gedenktafel an der Südseite des Nationalparkmuseums in Chur angebracht.